# Summer in the City/Butchie's Tune
Summer in the City/Butchie's Tune è un singolo del gruppo musicale statunitense The Lovin' Spoonful, estratto nel 1966 dall'album Hums of the Lovin' Spoonful.
Giunto in prima posizione nelle classifiche di Canada, Finlandia e Stati Uniti, il brano è classificato al 401º posto nella lista dei 500 migliori brani musicali secondo Rolling Stone.
È stato inoltre incluso nel 1995 nei titoli di testa del film Die Hard - Duri a morire.

## Tracce
Lato A
1. Summer in the City – 2:39 (Steve Boone, John Sebastian, Mark Sebastian)

Lato B
1. Butchie's Tune – 2:34 (Steve Boone)

## Formazione
- John Sebastian - voce, organo, chitarra acustica, autoharp, effetti sonori
- Zal Yanovsky - cori, chitarra elettrica
- Steve Boone - basso, organo
- Joe Butler - cori, batteria, percussioni
- Artie Schroeck – pianoforte elettrico

## Classifiche

### Settimanali
| Classifica                      | Posizione massima |
| ------------------------------- | ----------------- |
| Australia (Go-Set)              | 7                 |
| Canada RPM Top Singles          | 1                 |
| Finlandia                       | 1                 |
| Nuova Zelanda (Listener)        | 3                 |
| Norvegia                        | 3                 |
| Paesi Bassi                     | 2                 |
| Regno Unito                     | 8                 |
| Stati Uniti (Billboard Hot 100) | 1                 |

### Classifiche di fine anno
| Classifica           | Posizione |
| -------------------- | --------- |
| US Billboard Hot 100 | 11        |